# Muhammad al-Amîn al-Kânemî

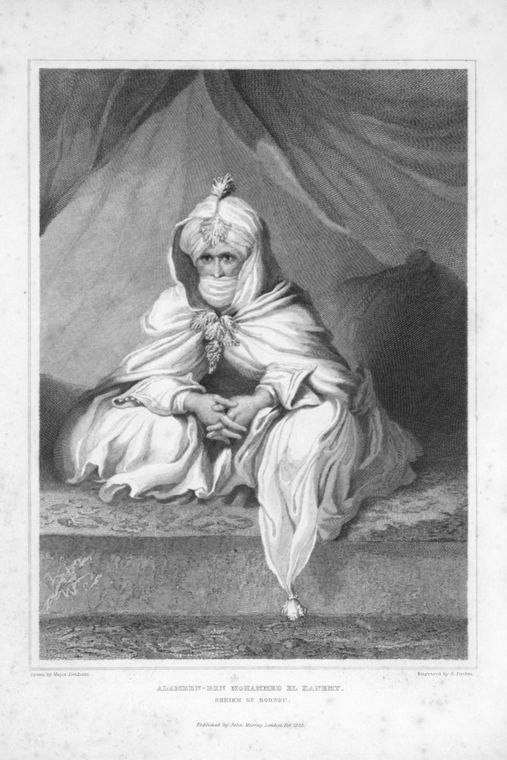
Muhammad al-Amîn al-Kânemî. Stich von Edward Francis Finden (1826).

Al-Hadjdj Muhammad al-Amîn al-Kânemî (* 1776 in Libyen; † 1837) war ein muslimischer Gelehrter vom Volk der Kanembu.
Al-Kânemî wuchs in Murzuk, dem historischen Zentrum des heute libyschen Fessan auf. Zunächst wirkte er als islamischer Gelehrter im Westen des Reiches von Bornu. Als der Fulani-Anführer Usman dan Fodio, Herrscher im von ihm 1804 gegründeten Kalifat von Sokoto, 1808 in Borno einfiel und weite Teile des Landes unter seine Kontrolle bringen konnte, bat Bornus Regent Dunama IX. Lefiami al-Kânemî um dessen Unterstützung. Mit Hilfe seiner zahlreichen Anhänger gelang es al-Kânemî, die Eindringlinge aus Bornu zu vertreiben. Zur Belohnung erhielt er den Ehrentitel „Shehu“ („Scheich“) und die Kontrolle über eine Provinz im Westen des Landes zugesprochen.
Gestützt auf hohe Handelseinnahmen und ein starkes Heer hatte al-Kânemî nach dem Sieg über dan Fodio großen Einfluss auf die Politik des Landes. Er führte nicht nur die Verhandlungsgespräche mit Sokoto, sondern griff auch in die Thronstreitigkeiten in Bornu ein: So verhalf er Dunama, der 1809 von seinem Onkel vertrieben worden war, zurück auf den Thron. De facto war al-Kânemî zum wahren Machthaber aufgestiegen, während die Sefuwa zu Titularherrschern herabsanken. Nachdem ein Komplott Dunamas und des Herrschers von Baguirmis zur Beseitigung al-Kânemîs fehlgeschlagen war, wurde Dunama 1820 durch Ibrahim ersetzt; al-Kânemî ließ sich vom neuen Regenten zum Shehu von ganz Bornu ernennen und konnte seine Macht so auch formal auf das ganze Land ausdehnen.
Als al-Kânemî 1837 starb, folgte ihm sein Sohn Umar (1837–1881) nach. Mit der endgültigen Beseitigung der Sefuwa 1846 begründete dieser die Shehu-Dynastie von Bornu.
| Personendaten    | Personendaten                                               |
| ---------------- | ----------------------------------------------------------- |
| NAME             | Kânemî, Muhammad al-Amîn al-                                |
| ALTERNATIVNAMEN  | Kânemî, Muhammad al-Amîn al-Hadjdj al- (vollständiger Name) |
| KURZBESCHREIBUNG | muslimischer Gelehrter und Feldherr vom Volk der Kanembu    |
| GEBURTSDATUM     | 1776                                                        |
| GEBURTSORT       | Libyen                                                      |
| STERBEDATUM      | 1837                                                        |